# Тремецина
Тремецина (итал. Tremezzina) је насеље у Италији у округу Комо, региону Ломбардија.
Према процени из 2011. у насељу је живело 1014 становника. Насеље се налази на надморској висини од 242 м.

## Становништво
| 2011. |
| ----- |
| 5.078 |